# 제11회 모스크바 국제 영화제
제11회 모스크바 국제 영화제는 1979년 8월 14일부터 8월 28일까지 열린 시상식이다. 황금상은 프란체스코 로시 감독의 이탈리아-프랑스 영화 그리스도는 에볼리에서 멈추었다, 후안 안토니오 바르뎀 감독의 스페인 영화 "Siete días de enero", 크쥐시토프 키에슬로프스키 감독의 폴란드 영화 카메라 버프에 수여되었다.

## 수상 및 후보

### 월드시네마 공로상
- 욕망의 모호한 대상 - 루이스 부뉴엘 수상